# Panaquire calva
Panaquire calva is een hooiwagen uit de familie Zalmoxioidae.